# Gąsiorki
Gąsiorki – wieś kociewska w Polsce położona w województwie pomorskim, w powiecie tczewskim, w gminie Morzeszczyn.
| SIMC    | Nazwa    | Rodzaj     |
| ------- | -------- | ---------- |
| 0167668 | Olszówka | przysiółek |
| 0167674 | Piła     | przysiółek |

We wsi: budynek szkoły z końca XIX wieku, rozbudowany w okresie I wojny światowej oraz zespół pałacowo-parkowy z XIX w. z wolnostojącą nieopodal wieżą.
Od 22 października 1906 r. do 5 kwietnia 1907 r. w miejscowej szkole elementarnej odbył się strajk dzieci przeciwko nauczaniu religii w języku niemieckim. Z uczestników strajku znane są nazwiska następujących dzieci: E., J. Krause, J. Fergun, A. Ostrowska, A. Krefft, W. Koprowski, T. Heidacki, K. Kordecki, S. Pawłowski, B. Kontka, L. Mokwa, A. Jabłońska, Z. Kordecka, J. Czarnecki, German, M. Gzela, T. Jamrowski, L. Möller, S. Parolewski, A. Winter. Strajk był elementem znacznie większej akcji biernego oporu wobec pruskich władz szkolnych, która na przełomie 1906 i 1907 r. objęła ponad 460 (!) szkół w prowincji Prusy Zachodnie, czyli przedrozbiorowe Pomorze Gdańskie, Powiśle, ziemię chełmińską i ziemię lubawską oraz część Krajny. Inspiracją dla strajków pomorskich były wcześniejsze działania dzieci w prowincji wielkopolskiej, ze słynnym strajkiem we Wrześni (1901) na czele.
Wieś królewska w starostwie osieckim w powiecie nowskim  województwa pomorskiego w II połowie XVI wieku. W latach 1954–1968 wieś należała i była siedzibą władz gromady Gąsiorki, po jej zniesieniu w gromadzie Morzeszczyn. W latach 1975–1998 miejscowość administracyjnie należała do województwa gdańskiego.